# القرن التاسع عشر الطويل

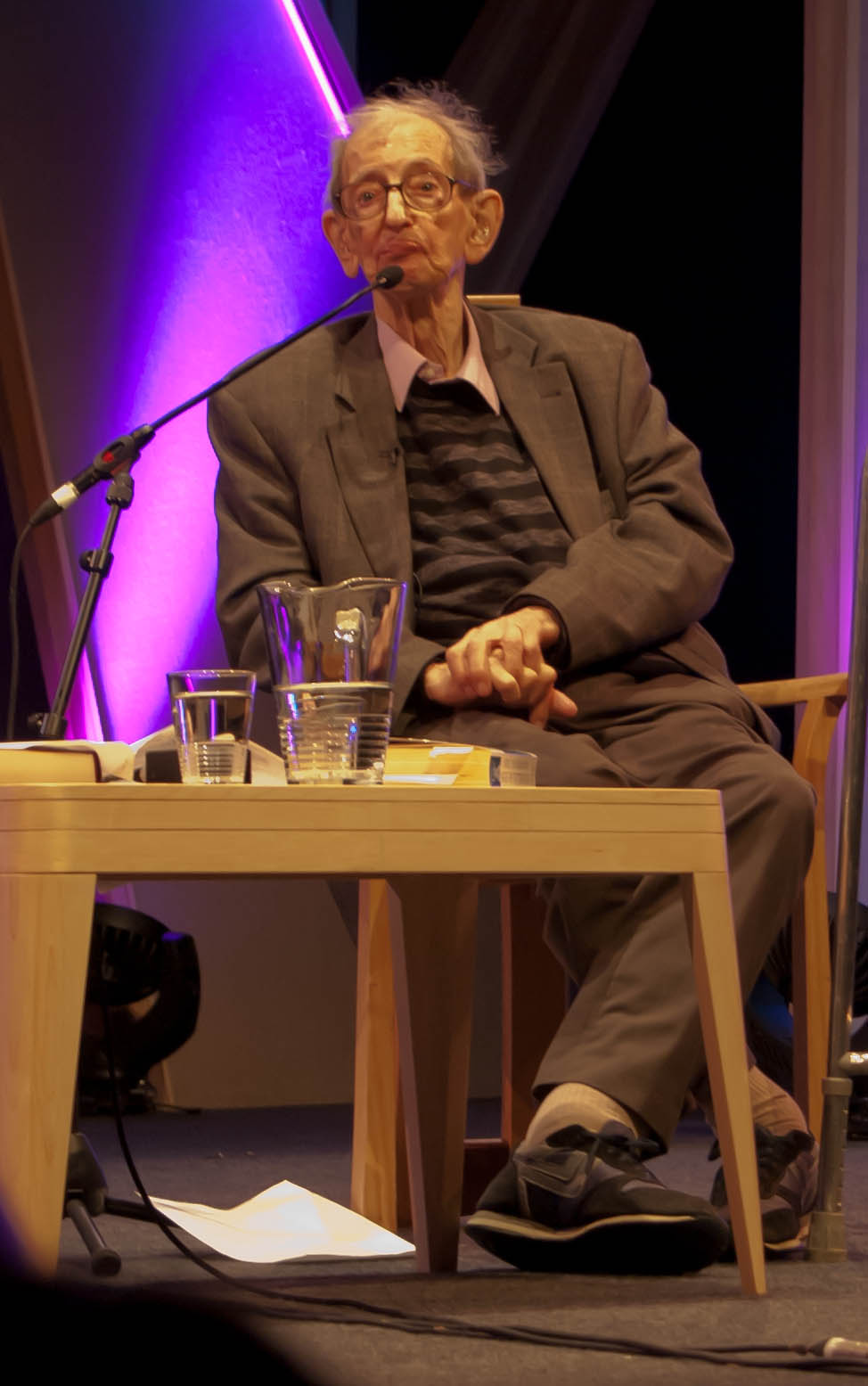

القرن التاسع عشر الطويل هو مصطلح صيغ لفترة 125 عامًا يشمل السنوات من 1789 حتى 1914، وقد صيغ بواسطة من قبل الكاتب والناقد الأدبي الروسي إيليا اهرنبرج والمؤرخ والمؤلف الماركسي البريطاني إريك هوبسباوم.
يشير المصطلح إلى الفكرة القائلة بأن الفترة ما بين 1789 و 1914 تعكس تطورًا للأفكار المميزة لفهم القرن التاسع عشر.

## خلفية
هذا المفهوم عبارة عن تأقلم لفكرة فرناند بروديل لعام 1949 عن سيكل سيسيمي سيكل («القرن السادس عشر الطويل» 1450–1640). و «فئة معترف بها من التاريخ الأدبي» على الرغم من أنها فترة غالبًا ما يتم تعريفها بشكل واسع ومتنوع من قبل مختلف العلماء والعديد من المؤلفين قبل وبعد نشر هوبسباوم 1995، تطبيق أشكال مماثلة من عناوين الكتب أو الأوصاف للإشارة إلى إطار زمني محدد لأعمالهم، مثل: اس. كيترينج، «المجتمع الفرنسي: 1589–1715 - القرن السابع عشر الطويل»، إي أنتوني ريجلي، «السكان البريطانيون خلال القرن الثامن عشر» الطويل "، 1680-1840"، أودي بلاكبيرن، «القرن التاسع عشر الطويل: تاريخ ألمانيا، 1780–1918».
ومع ذلك فقد تم استخدام المصطلح لدعم المنشورات التاريخية من أجل التواصل مع جمهور أوسع ويتم الاستشهاد بها بانتظام في الدراسات والمناقشات عبر التخصصات الأكاديمية مثل التاريخ واللغويات والفنون.
يضع هوبسباوم تحليله في عصر الثورة: أوروبا 1789-1848 (1962)، وعصر رأس المال: 1848-1875 (1975)، وعصر الإمبراطورية: 1875-1914 (1987).
بدأ هوبسباوم قرنه التاسع عشر بالثورة الفرنسية التي سعت إلى إرساء المواطنة الشاملة والمساواة في فرنسا وانتهت مع اندلاع الحرب العالمية الأولى، عند اختتامه في عام 1918 تم القضاء على توازن القوى الأوروبي طويل الأمد في القرن التاسع عشر (1801-1900)، في تكملة للثلاثية المذكورة أعلاه عصر التطرف: القرن العشرين القصير 1914-1991 (1994) يشرح هوبسباوم تفاصيل القرن العشرين القصير بدءًا بالحرب العالمية الأولى وانتهاءً بسقوط الاتحاد السوفيتي.
غالبًا ما يستخدم بيتر ستيرنز نسخة أكثر عمومية من القرن التاسع عشر الطويل تستمر من 1750 إلى 1914 في سياق مدرسة التاريخ العالمية.

## التاريخ الديني
في السياقات الدينية خاصة تلك المتعلقة بتاريخ الكنيسة الكاثوليكية كان القرن التاسع عشر الطويل فترة مركزية للسلطة البابوية على الكنيسة الكاثوليكية. كانت هذه المركزية في معارضة الدول القومية المتزايدة المركزية والحركات الثورية المعاصرة واستخدمت العديد من نفس تقنيات التنظيم والاتصال مثل منافسيها، امتد القرن التاسع عشر الطويل للكنيسة من الثورة الفرنسية (1789) حتى وفاة البابا بيوس الثاني عشر (1958). تُغطي هذا الفترة بين تراجع القوة الكاثوليكية التقليدية وظهور الأفكار العلمانية داخل الدول وظهور فكر جديد داخل الكنيسة بعد انتخاب البابا يوحنا الثالث والعشرون.